# Samúel Friðjónsson
Samúel Friðjónsson (Reykjanesbaer, Islandia, 22 de febrero de 1996) es un futbolista islandés. Juega de centrocampista y su equipo es el Stjarnan de la Úrvalsdeild Karla.

## Selección nacional
Tras jugar en la selección de fútbol sub-17 de Islandia, en la sub-19 y en la sub-21, finalmente el 11 de enero de 2018 hizo su debut con la selección absoluta en un encuentro contra Indonesia que finalizó con un resultado de 0-6 a favor del combinado islandés tras los goles de Andri Rúnar Bjarnason, Kristján Finnbogason, Óttar Magnús Karlsson, Tryggvi Hrafn Haraldsson, Hjörtur Hermannsson y de Hólmar Örn Eyjólfsson. El 11 de mayo de 2018 fue elegido por el seleccionador Heimir Hallgrímsson para el equipo que disputaría el mundial.

## Clubes
| Club                | País       | Año       | Partidos | Goles |
| ------------------- | ---------- | --------- | -------- | ----- |
| Keflavík ÍF         | Islandia   | 2012-2013 | 2        | 0     |
| Reading F. C.       | Inglaterra | 2013-2016 | 0        | 0     |
| Vålerenga Fotball   | Noruega    | 2016-2019 | 33       | 3     |
| Viking FK (cedido)  | Noruega    | 2019      | 33       | 5     |
| SC Paderborn 07     | Alemania   | 2020      | 5        | 0     |
| Viking FK           | Noruega    | 2020-2022 | 62       | 10    |
| Atromitos de Atenas | Grecia     | 2022-2024 | 53       | 3     |
| Stjarnan            | Islandia   | 2025-     |          |       |

## Palmarés

### Títulos nacionales
| Título          | Club      | País    | Año  |
| --------------- | --------- | ------- | ---- |
| Copa de Noruega | Viking FK | Noruega | 2019 |